# Vlk mexický
Vlk mexický (Canis lupus baileyi), nazývaný obvykle španělsky lobo, je poddruh vlka obecného. Původně se vyskytoval v severní části Mexika, Arizoně, Texasu a Novém Mexiku. Značnou část obývaného území tvoří Sonorská poušť. Je to jeden z nejméně početných vlků.

## Taxonomie a popis
Vlk mexický je geneticky blíže poddruhům vlků obecných z Eurafrasie, než ostatním americkým subspeciím. Jeho předkové patřili zřejmě mezi první vlky, kteří v pleistocénu migrovali z Asie do Ameriky. Později byl dalšími poddruhy zatlačen více na jih. Je to nejmenší poddruh vlka obecného na americkém kontinentě, což je v souladu s Bergmannovým pravidlem. Hmotnost se pohybuje mezi 23 a 41 kilogramy a délka včetně ocasu nejčastěji 1,4-1,8 metru.

## Biologie
Tvoří menší smečky o 5 až 6 jedincích. Je vynikající běžec, který dokáže štvát kořist na velmi dlouhé vzdálenosti. Loví převážně jeleny (Cervus elaphus), vidlorohy, hlodavce a pekari, v nouzi i menší kořist. Pokud má možnost, zabíjí i lidmi chovaný dobytek.

## Ohrožení

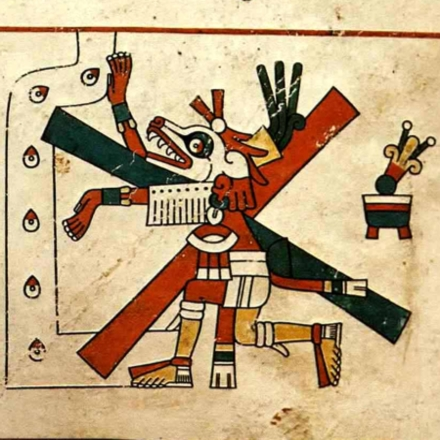
Aztécký bůh Xolotl, který měl zřejmě předobraz v mexickém vlkovi

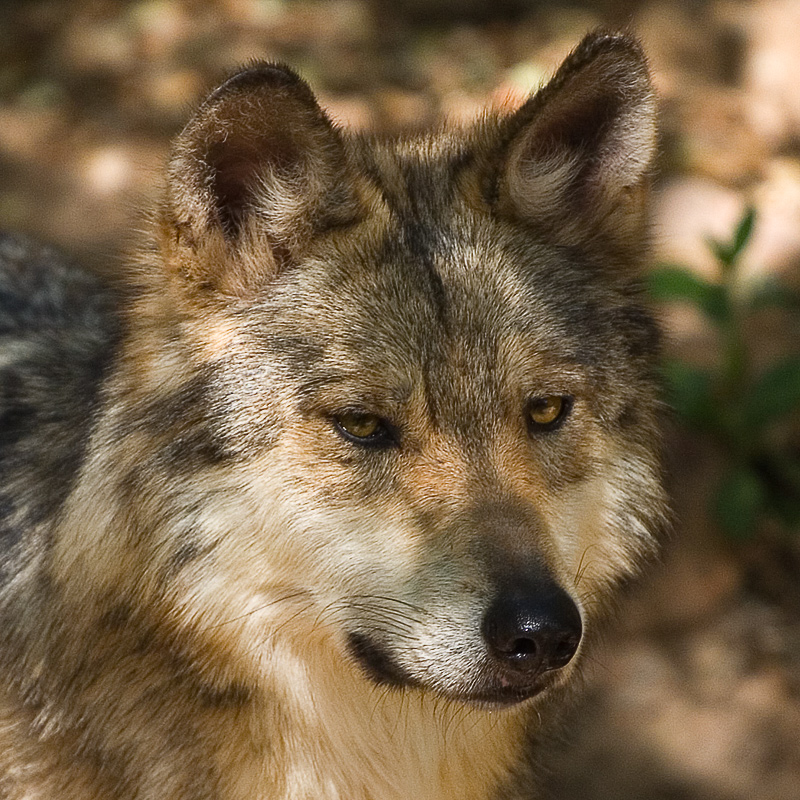
Detail hlavy mexického vlka

Aztékové ho uctívali a považovali za symbol války a slunce. Je možné, že vzhled aztéckého boha Xolotla vznikl právě podle vlka mexického.
Kolem roku 1900 byl v oblasti výskytu hojný. Počátkem 20. století však jejich populace začala z důvodu lovu, zvláště za pomoci pastí a jedů klesat. V roce 1927 vyhynul v Novém Mexiku. Poslední divoce žijící vlk mexický byl zastřelen v Texasu v roce 1970, ovšem existují i nepotvrzená pozorování i po zastřelení posledního jedince. V roce 1976 byl zařazen mezi ohrožené druhy. V roce 1999 bylo v zajetí 178 jedinců. Postupně začali být vypouštění do volné přírody, nejprve v Arizoně a později i v Mexiku. V roce 2014 žilo ve volné přírodě 109 vlků.